# Central Coast Stadium
Central Coast Stadium è un impianto sportivo multifunzione australiano di Gosford, città del Nuovo Galles del Sud.
Costruito tra il 1999 e il 2000, è uno tra gli impianti più nuovi del Paese e ospitò incontri della Coppa del Mondo di rugby 2003.
Capace di poco più di 20000 spettatori, è l'impianto di casa del club calcistico del Central Coast Mariners, e in passato fu anche terreno interno della formazione di rugby a 13 dei Northern Eagles, che ivi disputò tre stagioni sportive dal 2000 al 2002, e della squadra di rugby a 15 del Central Coast Rays, che militò nell'effimero Australian Rugby Championship, durato solo una stagione nel 2007.
Di proprietà dell'area di governo locale del Consiglio di Central Coast, è anche noto con i nomi di Bluetongue Central Coast Stadium, NorthPower Stadium e Central Coast Express Advocate Stadium in ragione degli sponsor che nel corso degli anni hanno acquisito i diritti di naming dell'impianto.

## Storia
Lo stadio sorge sull'area in precedenza occupata da un altro impianto sportivo, dedito principalmente al cricket, costruito tra il 1911 e il 1915 dal comune di Gosford su terreni sia già di proprietà che acquisiti a seguito di compravendita da privato; all'impianto originario, noto alla fondazione come Waterside Park per il suo affaccio sulla baia di Brisbane, si aggiunsero nei venticinque anni successivi anche un club di bowling e uno stadio di tennis; nel 1939 fu rinominato Grahame Park in omaggio all'allora sindaco di Gosford William Calman Grahame.
A fine anni novanta del XX secolo si decise per la riedificazione completa di un nuovo impianto e i lavori, iniziati nel 1999, portarono all'inaugurazione il 6 febbraio 2000 del nuovo NorthPower Stadium, così chiamato per i diritti di naming acquisiti dalla compagnia elettrica neozelandese Northpower.
Il nuovo stadio si caratterizzò per la sua struttura a ferro di cavallo con spalti sui due lati lunghi del campo e su quello corto verso terraferma, permettendo così l'affaccio sulla baia.
Già alla nascita, e per le due stagioni successive, lo stadio fu l'impianto interno della neonata squadra di rugby a 13 del Northern Eagles, sorta proprio quell'anno dalla fusione di North Sydney Bears e Manly Warringah Sea Eagles; la formazione si sciolse al termine della stagione 2002 di National Rugby League.
In quello stesso 2002, con non molto più di un anno e mezzo di preavviso, l'International Rugby Football Board assegnò all'Australia l'organizzazione della Coppa del Mondo di rugby 2003 e il nuovo stadio di Gosford fu tra le sedi designate ad accogliere la fase a gironi del torneo; nel corso della manifestazione vi furono di scena tre incontri, tra Irlanda e Romania, Argentina e Namibia e tra Stati Uniti e Giappone.
Nel 2005 Central Coast Stadium divenne l'impianto della neoistituita formazione calcistica del Central Coast Mariners, squadra di A-League, al 2020 ancora occupante tale struttura.
Nel 2007, con la nascita dell'Australian Rugby Championship per squadre di club di rugby a 15, la federazione del Nuovo Galles del Sud partecipò a tale torneo con una formazione creata per l'occasione, il Central Coast Rays; il campionato, per via dei suoi costi di gestione, non fu ripetuto ma il Central Coast Stadium vide i Rays vincere l'unica edizione di tale torneo dopo aver vinto la finale che ivi si tenne.
Infine, nel 2008, lo stadio ospitò anche una gara della Coppa del Mondo di rugby a 13, quella della fase a gironi in cui la Scozia batté Figi 18-16.
Dal 2008 senza una squadra di rugby (sia a XIII che a XV) ivi residente in maniera stabile, il Central Coast Stadium ospita ciclicamente almeno una partita a stagione delle squadre di Sydney della National Rugby League; dal 2020 lo stadio è utilizzato anche come impianto d'allenamento del club neozelandese di rugby a XIII NZ Warriors, temporaneamente trasferitosi in Australia per le partite di National Rugby League onde evitare le restrizioni di trasferimento tra i due Paesi per via della pandemia di coronavirus.
Originariamente di proprietà del consiglio comunale di Gosford, con l'istituzione nel 2016 del Consiglio di Central Coast (formato dall'unione del citato comune con la contea di Wyong) lo stadio è da allora sotto l'amministrazione di quest'ultima nuova autorità di governo locale; la capacità dichiarata è di 20059 spettatori.

## Incontri internazionali di rilievo

### Rugby a 13
| Arbitro: | Leon Williamson |

|                                   |      |                              |
| Steel 5’ Robertson 39’ Wilkes 75’ | mt   | 25’, 71’ Tadulala 42’ Bukuya |
| Brough 5’, 39’, 75’               | tr   | 42’ Naiqama                  |
|                                   | c.p. | 50’ Naiqama                  |

### Rugby a 15
| Arbitro: | Jonathan Kaplan |

|                                                     |      |                        |
| S. Horgan 21’ Wood 31’ Hickie 51’, 76’ Costello 56’ | mt   | 44’ tecnica 77’ Maftei |
| Humphreys 21’, 31’, 56’, 76’                        | tr   | 44’ Tofan 77’ Andrei   |
| Humphreys 4’, 11’, 18’, 37’                         | c.p. | 49’ Tofan              |